# Centralnopacifički jezici
Centralnopacifički jezici skupina dalekih oceanijskih jezika koji se govore na području Oceanije, u Polineziji i Mikroneziji. Obuhvaća (45) jezika koji pripadaju istočnofidžijskoj-polinezijskoj i zapadnofidžijskoj-rotumanskoj podskupini. Predstavljaju ih:
a) istočnofidžijski-polinezijski/East Fijian-Polynesian (42): 
a1. istočnofidžijski jezici/East Fijian (4): fidžijski jezik (fijian), gone dau, lauan, lomaiviti;
a2. Polinezijski jezici/Polynesian (38):
a. nuklearni (jezgrovni) polinezijski/Nuclear (36):
a1. istok/East (13):
a. Centralni(12):
a1. markeški jezici/Marquesic (4): havajski jezik (hawaiian), mangarevski (mangareva), markeški (marquesan, 2 jezika, sjeverni i južni),
a2. Rapa;
a3. tahitski jezici/Tahitic (7): austral, maori, penrhyn, rakahanga-manihiki, rarotongan, tahitiski, tuamotu;
b. Rapanui (1): rapa nui;
a2. Samoic-Outlier (23):
a. istočnouvejski-Niuafo'ou/East Uvean-Niuafo'ou (2): niuafo'ou, wallisian;
b. ellicejski jezici/Ellicean (8): kapingamarangi, nukumanu, nukuoro, nukuria, ontong java, sikaiana, takuu, tuvalu;
c. futunski jezici/Futunic (9): anuta, emae, futuna-aniwa, istočnofutunski (east futuna), rennell-belona, mele-fila, pileni, tikopia, zapadnouvejski (uvean, west);
d. niuatoputapu
e. Pukapuka (1): pukapuka;
f. Samoanski (1): samoanski;
g. tokelauski/Tokelauan (1): tokelauski;
b. tonganski jezici/Tongic (2): niujski (niue), tonganski,
b) zapadnofidžijski-rotumanski jezici/West Fijian-Rotuman (3):
b1. Rotumanski/Rotuman (1): rotumanski jezik (rotuman);
b2. zapadnofidžijski jezici/West Fijian (2): namosi-naitasiri-serua, zapadnofidžijski

## Vanjske poveznice
- Ethnologue (14th)
- Ethnologue (15th)